# 富士通ホーム&オフィスサービス
富士通ホーム＆オフィスサービス株式会社（ふじつうホームアンドオフィスサービス、英文社名：Fujitsu Home & Office Services Limited）は、神奈川県川崎市中原区に本社を置くビル管理業を営む富士通の完全子会社。グループ間では英略称であるFHO（エフエイチオー、エフエッチオー）が使用されることもある。
2015年現在、エステート事業・オフィス事業・セキュリティ事業・ファシリティ事業・エコロジー事業・先端農業事業の6事業部制を採用している。大手企業の子会社であるが、ハローワークを通して学歴・経験を問わず人物本位の採用を積極的に行っている。

## 概要
1960年11月に富士通不動産株式会社として設立され、不動産事業としてはオフィスビルの賃貸、寮・社宅の管理、一般住宅の分譲・仲介等を行う。
この他1976年に清掃事業を開始するなど、主に富士通グループ企業やその関連施設を対象として、清掃・警備・施設・受付業務を展開している。
2013年からは先端農業事業部を新設し、福島県会津市にある休眠中の半導体工場を利用した低カリウムレタスの生産事業を開始。この事業は富士通株式会社の農業経営支援クラウドサービスである食・農クラウド Akisai（秋彩）の実証工場としての側面も有する。

## 主力事業

### エステート事業
- 住宅、一戸建て、マンションの分譲、斡旋、仲介
- オフィスビル、寮・社宅の賃貸、斡旋
- 寮・社宅の運営管理
- 住宅リフォーム・住宅機器・インテリア商品販売
- シニア向け住宅の斡旋

### オフィス事業
- オフィスサービス業務（受付、喫茶サービス、総務窓口ほか）
- オフィス環境機器（給茶機、分煙機、熱帯魚、壁面緑化など）の販売、保守

### セキュリティ事業
- 施設の常駐警備（立哨、巡回など）
- 施設の機械警備（監視など）
- 受付（警備室）
- 警備に関するコンサルティング、教育

### ファシリティ事業
- 施設関連設備の運転および保全
- 電気設備ならびに消防設備の点検、工事
- 建物・建築物の建設および営繕工事
- 空調、配管など付帯設備の工事
- 環境緑化事業
- 生ごみ肥料化システム

### エコロジー事業
- 清掃（オフィスビル、工場、社宅、寮など）
- 庭園、緑化管理など
- 防塵衣などのクリーニング
- 個人宅の庭園管理、ハウスクリーニング

### 先端農業事業
- 低カリウム野菜の栽培・販売
- 各種機能性野菜の研究・開発[1]

## 沿革
- 1960年11月 - 富士通不動産株式会社として設立。
- 1960年11月 - 宅地建物取引業務開始。
- 1976年8月 - 清掃・庭園業務開始。
- 1992年11月 - 施設運転管理業務開始。
- 1993年10月 - 警備業務開始。
- 1994年6月 - 空気環境測定・消防点検業務開始。
- 1998年7月 - オフィスサービスセンター（OSC）業務開始。
- 2010年11月 - 創立50周年。
- 2011年4月 - 富士通ホーム&オフィスサービス株式会社に商号変更。
- 2013年7月 - 先端事業部新設。[3]
- 2022年4月 - 富士通ファシリティーズ株式会社・富士通トラベランス株式会社（旧・富士通興産株式会社）と合併。

## 主要拠点

### 本社
- 富士通株式会社 川崎工場内 - 神奈川県川崎市中原区上小田中4丁目1番1号

### 事業所
- 岩手
- 山形
- 会津
- 小山
- 那須
- 熊谷
- 館林
- 幕張
- 蒲田
- 汐留
- 川崎
- あきる野
- 厚木
- 沼津
- 長野
- 須坂
- 名古屋
- 三重
- 大阪
- 明石
- 福岡
- 大分[5]

### 保有施設
- 富士通小杉ビル（昭和49年）
- 富士通中原ビル（昭和60年）
- クロスカルチャーセンター（平成4年）
- 那須野荘／単身赴任者寮（昭和55年）
- 新城社宅（昭和57年）
- 多摩川ハウス／単身赴任者寮（平成元年）
- 富士通メゾン越谷／社宅（平成2年）
- 熊谷工場食堂棟（平成7年）[3]

## 主要関係会社

### 株主
- 富士通株式会社（100%）[5]